# Neurothemis feralis
Neurothemis feralis is een libellensoort uit de familie van de korenbouten (Libellulidae), onderorde echte libellen (Anisoptera).
De wetenschappelijke naam Neurothemis feralis is voor het eerst geldig gepubliceerd in 1839 door Burmeister.